# Malinovoe Ozero
Malinovoe Ozero (in russo Малиновое Озеро?) è un insediamento di tipo urbano del Territorio dell'Altaj (Siberia Occidentale), in Russia. Si trova nel distretto Michajlovskij.
La località si trova nella steppa di Kulunda sulla riva dell'omonimo lago Malinovoe, a 20 km dal confine kazako.